# Óscar Agüero Corvalán
Oscar Agüero Corvalán (Valdivia, 31 de julio de 1907-26 de agosto de 1992) fue un químico farmacéutico, diplomático, empresario y político chileno, miembro del Partido Radical (PR). Se desempeñó como ministro de Agricultura de su país, durante el gobierno del presidente Gabriel González Videla entre julio y noviembre de 1952. Desde 1970 hasta 1973, fue embajador de Chile en España, bajo la presidencia de Salvador Allende.

## Familia y estudios
Nació en la ciudad chilena de Valdivia el 3 de julio de 1907, siendo el único hijo del matrimonio compuesto por Eleodoro Agüero Vio y Mamerta Corvalán Orellana. Realizó sus estudios primarios y secundarios en el Internado Nacional Barros Arana de Santiago. Continuó los superiores en la Escuela de Farmacia de la Universidad de Chile, titulándose como químico farmacéutico en 1927.
Se casó con la descendiente inglesa Nelly Wood Walters, con quien tuvo dos hijos: Adriana —de profesión profesora— y Oscar —abogado, que se desempeñó como presidente de la Federación de Estudiantes de la Universidad de Chile (FECh) entre 1958 y 1959—.

## Carrera profesional y política
Inició su actividad profesional desempeñándose como jefe del Servicio de Farmacia de la Junta Central de Beneficencia, ejerciendo después como jefe del Servicio de Farmacia de la Caja de Seguro Obligatorio. En 1931, fue delegado al Congreso de Farmacia de España, instancia en la que fue nombrado como colegiado de honor por el Real Colegio Farmacéutico de Madrid. Además, obtuvo un premio por trabajos científicos presentados en dicho Congreso, así como también, fue condecorado con la Gran Cruz de la Orden del Mérito Civil.
A continuación, en 1933, asumió la función de gerente de la empresa estatal Laboratorio Chile, puesto que ocupó hasta 1955. Paralelamente, entre 1936 y 1938, viajó al extranjero, comisionado por el gobierno del presidente liberal Arturo Alessandri, la Caja del Seguro Social y la Junta Central de Beneficencia. En 1946, asumió como consejero del reformado Servicio de Seguro Obligatorio y, el mismo año, fue nombrado por el presidente radical Gabriel González Videla como agregado civil de la embajada de Chile en Canadá. También, actuó en comisión del gobierno y del Laboratorio Chile en ese país, en Estados Unidos y en Europa.
En el sector privado, hacia 1948, actuó como director de la Sociedad Nacional de Agricultura (SNA) y de la Cámara de Comercio de Santiago. Militante del Partido Radical (PR), el 29 de julio de 1952, fue nombrado por su correligionario, el presidente González Videla, como titular del Ministerio de Agricultura (Minagri), responsabilidad que ostentó hasta el término de la administración el 3 de noviembre de 1952. Tras dejar esa repartición, regresó a Valdivia, dedicándose al mundo empresarial y convirtiéndose, en 1957, en uno de los fundadores del Banco de la ciudad sureña.
Retornó a la esfera pública en 1965, cuando fue designado por el presidente demócrata cristiano Eduardo Frei Montalva como integrante de la delegación chilena a la Organización de las Naciones Unidas (ONU) con el grado de embajador ad honorem. Más adelante, en 1970, fue nombrado por el presidente Salvador Allende como embajador de Chile en España, cargo en el que en diciembre de 1972 firmó un acuerdo de cooperación financiera entre ambos países, la cual contemplaba la adquisición por parte de Chile de mil quinientos camiones, en el contexto de la masiva protesta contra el mandatario socialista conocida como «paro de octubre».
Fue miembro de la Asociación de Química y Farmacia de Chile, del Club de Septiembre y del Club de La Unión. Falleció el 26 de agosto de 1992, a los 85 años.